# Charlie Weberg
Hans Charlie Weberg, född 22 maj 1998 i Billeberga, är en svensk fotbollsspelare som spelar för Trelleborgs FF. Säsongen 2017 etablerade han sig i HIF:s seniorlag och fanns även med i truppen till U19-EM.

## Klubbkarriär
Efter att ha inlett karriären i Asmundtorps IF som treåring, gick Weberg via Billeberga GIF och Häljarps IF till Helsingborgs IF när han var tolv år. Väl i Helsingborg flyttade han ner från sin innermittfältsroll till mittback, positionen som han sedan kom att slå sig in i A-laget på.
Seniordebuten i Helsingborgs IF kom i en träningsmatch mot norska Vålerengen den 23 juni 2016. Det var dock först säsongen efter som Weberg slog sig i seniorlaget på allvar. Efter att ha fått speltid i träningsmatcher och Svenska Cupen debuterade han i Superettan mot GAIS (0-0) den 22 april. Bara timmar innan Superettandebuten hade Weberg skrivit på sitt första seniorkontrakt med Helsingborg. Efter inhoppet mot GAIS etablerade sig Weberg i HIF. Under debutsäsongen blev det till slut 19 framträdanden i Superettan, varav 17 stycken från start. 
I februari 2020 lånades Weberg ut till GAIS på ett låneavtal över säsongen 2020. Den 31 januari 2023 lånades han ut till danska HB Køge på ett låneavtal över resten av säsongen 2022/2023.
I januari 2024 värvades Weberg av Trelleborgs FF, där han skrev på ett tvåårskontrakt.

## Landslagskarriär
Genombrottet i HIF 2017 innebar att Weberg, som tidigare saknade landslagsmeriter, under sommaren 2017 tog en plats i Sveriges trupp till U19-EM. Väl i EM-slutspelet uteblev dock speltiden för honom.

## Personligt
Weberg är supporter till engelska Chelsea.